# Consejo de la Judicatura (Ecuador)
El Consejo de la Judicatura es el órgano de gobierno, administración y disciplinario de la Función Judicial (poder judicial ecuatoriano). Este órgano no es jurisdiccional, por lo que no puede administrar justicia como la Corte Nacional de Justicia, las cortes provinciales o los juzgados de primera instancia. Sus funciones se limitan a la administración y mantenimiento de la infraestructura de la Función Judicial, evaluar jueces y otros servidores públicos de la Función Judicial, gestionar y organizar concursos de méritos y oposición para la selección del nuevo personal de los órganos, e imponer sanciones por incumplimiento de funciones o cuando un órgano jurisdiccional lo disponga.
La Constitución ecuatoriana vigente establece que el Consejo de la Judicatura debe estar conformado por cinco vocales de los cuales se elige a un presidente.

## Estructura

### Composición
De acuerdo a lo dispuesto en el artículo 179 de la Constitución ecuatoriana vigente, el Consejo de la Judicatura debe estar integrado por cinco vocales principales con sus respectivos suplentes. Los vocales duran en sus funciones por un período de seis años sin posibilidad de reelección. Una de los lineamientos que propone la Constitución es la paridad de género (mismo número de hombres y mujeres en la composición de asambleas, consejos, entre otros), por lo que también se procura que la cantidad de hombre y mujeres sea lo más pareja posible. El vocal elegido de la terna enviada por el Pleno de la Corte Nacional de Justicia presidirá el Consejo.
Los cinco vocales provienen de cinco ternas enviadas por:
1. Presidente de la Corte Nacional de Justicia (presidente nato del Consejo de la Judicatura).
2. Fiscalía General del Estado.
3. Defensor Público.
4. Función Ejecutiva.
5. Asamblea Nacional.

### Contexto de su integración
El 4 de febrero de 2018 se desarrolló un referéndum constitucional y consulta popular propuesto por el presidente Lenin Moreno, en el que se preguntó a la ciudadanía sobre la posibilidad de la creación de un Consejo de Participación Ciudadana y Control Social transitorio (CPCCS-T) que evalúe a varios funcionarios. La pregunta 3 de dicho plebiscito alcanzó una votación del 63.08% a favor de la opción Sí, avalando la creación del CPCCS-T. El 28 de febrero de aquel año, la Asamblea Nacional designó a los consejeros del CPCCS-T, siendo presididos por el jurista Julio César Trujillo.
El CPCCS-T cesó a los miembros del Consejo de la Judicatura el 4 de junio de 2018. Luego de presentada la apelación de los vocales cesados, el CPCCS-T ratificó la decisión de cese de funciones.
El CPCCS-T nombró una integración "transitoria" del Consejo de la Judicatura, durante 2018 y 2019, hasta realizar el proceso de selección con nuevas ternas enviadas por las autoridades.
El 29 de enero de 2019, luego del proceso de selección del Consejo de Participación Ciudadana, se designó al nuevo Consejo de la Judicatura para el período 2019 - 2025, presidido por María del Carmen Maldonado, quien renunció el 2 de febrero de 2022. Tras la renuncia de María del Carmen Maldonado, el Dr. Fausto Murillo Fierro fue posesionado como Presidente de esta institución, después de ser nombrado por el Pleno del Consejo de la Judicatura.

### Composición actual
Entre febrero de 2022 y febrero de 2023, presidió la Judicatura el vocal Fausto Murillo, por delegación del Pleno del Consejo de la Judicatura, a falta de presidente titular. Durante estos meses, la Corte Nacional de Justicia envió cuatro ternas diferentes para que el Consejo de Participación Ciudadana y Control Social realice el proceso de verificación y designe al vocal llamado a presidir el Consejo de la Judicatura.
Tras la renuncia de la ex presidenta María del Carmen Maldonado, el vocal suplente Álvaro Román Márquez presentó una acción constitucional para reclamar la presidencia del Consejo de la Judicatura. El caso llegó hasta la Corte Constitucional, que en sentencia Nª 1219-22-EP/22de octubre de 2022, dispuso que el Consejo de Participación Ciudadana y Control Social designe de manera célere al Presidente del Consejo de la Judicatura. Luego de esta sentencia, el Consejo de Participación Ciudadana y Control Social demoró tres meses en procesar la terna enviada por el presidente de la Corte Nacional de Justicia.
En auto Nª 1219-22-EP/23 adoptada el 23 de enero de 2023, el pleno de la Corte Constitucional consideró incumplida la sentencia, por lo que destituyó a los vocales del Consejo de Participación Ciudadana y Control Social, a la par que dispuso que el Consejo de la Judicatura sea presidido por Álvaro Román Márquez hasta la terminación del proceso de designación.
El jueves 9 de febrero de 2023, la Asamblea Nacional posesionó nuevos vocales del Consejo de Participación Ciudadana y Control Social, en reemplazo de los destituidos. El lunes 13 de febrero de 2023, los nuevos vocales eligieron a Wilman Terán como Presidente del Consejo de la Judicatura.
Los casos de corrupción han estado a la orden del día. En agosto de 2019, el Consejo de la Judicatura anunció que en tan solo siete meses había destituido a 19 jueces.
El 14 de diciembre de 2023, ocurre el arresto de Wilman Terán por presunta trama delincuencial. Posteriormente Terán renuncia a la Presidencia del Consejo de la Judicatura y el Consejo de Participación Ciudadana y Control Social elige a Mario Godoy como su reemplazo el 10 de julio de 2024.
| Nombre                     | Cargo      |
| -------------------------- | ---------- |
| Mario Godoy Naranjo        | Presidente |
| Yolanda Yupangui Carrillo  | Vocal      |
| Solanda Goyes Quelal       | Vocal      |
| Merck Benavides Benalcázar | Vocal      |
| Dunia Martínez Molina      | Vocal      |

## Plenos del Consejo de la Judicatura
El Consejo Nacional de la Judicatura desde su fundación en 1998, era dependiente de la Corte Suprema de Justicia, siendo el Consejo presidido por el presidente de la Corte Suprema, hasta la vigencia de la Constitución del 2008, cuando la institución obtiene mayor autonomía.
En este anexo se listan a todos quienes hayan ejercido el cargo de presidente y vocales del Consejo de la Judicatura del Ecuador. 

### Plenos del Consejo Nacional de la Judicatura (desde 1998)
| Presidente              | Inicio | Fin  | Designante                                                  | Vocales | Período     | Ref.          |
| ----------------------- | ------ | ---- | ----------------------------------------------------------- | --- | ----------- | ------------- |
| Héctor Romero Parducci  | 1998   | 2000 | Presidencia nata Presidente de la Corte Suprema de Justicia | - Francisco Cuesta Safadi - Enrique Tamariz Baquerizo - Ricardo Vaca Andrade - José Robayo Campaña - Hernán Quevedo Terán - Walter Rodas Jaramillo - Ruby Rodríguez Castelo - Cesar Muñoz Llerena - Tomás Rodrigo Torres | 1998 - 2005 | [ 8 ]         |
| Galo Pico Mantilla      | 2000   | 2002 | Presidencia nata Presidente de la Corte Suprema de Justicia | - Francisco Cuesta Safadi - Enrique Tamariz Baquerizo - Ricardo Vaca Andrade - José Robayo Campaña - Hernán Quevedo Terán - Walter Rodas Jaramillo - Ruby Rodríguez Castelo - Cesar Muñoz Llerena - Tomás Rodrigo Torres | 1998 - 2005 | [ 8 ]         |
| Armando Bermeo Castillo | 2002   | 2004 | Presidencia nata Presidente de la Corte Suprema de Justicia | - Francisco Cuesta Safadi - Enrique Tamariz Baquerizo - Ricardo Vaca Andrade - José Robayo Campaña - Hernán Quevedo Terán - Walter Rodas Jaramillo - Ruby Rodríguez Castelo - Cesar Muñoz Llerena - Tomás Rodrigo Torres | 1998 - 2005 | [ 8 ]         |
| Hugo Quintana Coello    | 2004   | 2004 | Presidencia nata Presidente de la Corte Suprema de Justicia | - Francisco Cuesta Safadi - Enrique Tamariz Baquerizo - Ricardo Vaca Andrade - José Robayo Campaña - Hernán Quevedo Terán - Walter Rodas Jaramillo - Ruby Rodríguez Castelo - Cesar Muñoz Llerena - Tomás Rodrigo Torres | 1998 - 2005 | [ 8 ]         |
| Ramón Rodríguez Noboa   | 2004   | 2005 | Presidencia nata Presidente de la Corte Suprema de Justicia | - Francisco Cuesta Safadi - Enrique Tamariz Baquerizo - Ricardo Vaca Andrade - José Robayo Campaña - Hernán Quevedo Terán - Walter Rodas Jaramillo - Ruby Rodríguez Castelo - Cesar Muñoz Llerena - Tomás Rodrigo Torres | 1998 - 2005 | [ 9 ]         |
| Guillermo Castro Dáger  | 2005   | 2005 | Presidencia nata Presidente de la Corte Suprema de Justicia | - Jacinto Bajaña Granja - Alejandro Carrión Pérez - Jaime Rodríguez Sacoto - Germánico Maya Rivadeneira - José Robayo Campaña - Ramiro Aguilar Pozo - Felipe Granda Aguilar                                              | 2005 - 2011 | [ 10 ]        |
| Vacancia (2005 - 2006)  |        |      |                                                             | |             | [ 10 ]        |
| Jaime Velasco Dávila    | 2006   | 2008 | Presidencia nata Presidente de la Corte Suprema de Justicia | - Herman Jaramillo Ordóñez - Jorge Vaca Peralta - Ulpiano Salazar Ochoa - Xavier Arosemena Camacho - Rosa Cotacachi Narváez - Bolívar Andrade Ormaza - Benjamín Cevallos Solórzano                                       | 2006 - 2012 | [ 11 ]        |
| Roberto Gómez Mera      | 2008   | 2008 | Presidencia nata Presidente de la Corte Suprema de Justicia | - Herman Jaramillo Ordóñez - Jorge Vaca Peralta - Ulpiano Salazar Ochoa - Xavier Arosemena Camacho - Rosa Cotacachi Narváez - Bolívar Andrade Ormaza - Benjamín Cevallos Solórzano                                       | 2006 - 2012 | [ 12 ] [ 13 ] |

### Plenos del Consejo de la Judicatura (desde 2008)
| Presidente | Presidente | Inicio | Fin | Vocales | Período | Ref.                                        |
| Designados por la Corte Suprema de Justicia                                                                                      | Designados por la Corte Suprema de Justicia                                                                                      | Designados por la Corte Suprema de Justicia                                                                                      | Designados por la Corte Suprema de Justicia                                                                                      | Designados por la Corte Suprema de Justicia | Designados por la Corte Suprema de Justicia                                                                                      | Designados por la Corte Suprema de Justicia |
| --- | --- | --- | --- | --- | --- | ------------------------------------------- |
| Xavier Arosemena Camacho Vocal por los Tribunales Distritales y Cortes Superiores                                                | Xavier Arosemena Camacho Vocal por los Tribunales Distritales y Cortes Superiores                                                | 2008 | 2009 | - Rosa Cotacachi Narváez (Vicepresidenta) - Hernán Jaramillo Ordóñez - Jorge Vaca Peralta - Benjamín Cevallos Solórzano - Ulpiano Salazar Ochoa - Hernán Marín Proaño - Oscar León Guerrón - Homero Tinoco Matamoros            | 2006 - 2012 | [ 14 ]                                      |
| Renovación del pleno | | | | | |                                             |
| | Benjamín Cevallos Solórzano Vocal por las Facultades de Derecho                                                                  | 31 de julio de 2009 | 11 de julio de 2011 | - Ulpiano Salazar Ochoa (Vicepresidente) - Hernán Jaramillo Ordóñez - Jorge Vaca Peralta - Homero Tinoco Matamoros - Oswaldo Dominguez Recalde - Marco Tulio Cordero Zamora - Xavier Arosemena Camacho - Rosa Cotacachi Narváez | 2009 - 2012 | [ 15 ]                                      |
| Pleno Transitorio - Vocales designador por los Poderes Ejecutivo, Legislativo y de Transparencia                                 | Pleno Transitorio - Vocales designador por los Poderes Ejecutivo, Legislativo y de Transparencia                                 | Pleno Transitorio - Vocales designador por los Poderes Ejecutivo, Legislativo y de Transparencia                                 | Pleno Transitorio - Vocales designador por los Poderes Ejecutivo, Legislativo y de Transparencia                                 | Pleno Transitorio - Vocales designador por los Poderes Ejecutivo, Legislativo y de Transparencia | Pleno Transitorio - Vocales designador por los Poderes Ejecutivo, Legislativo y de Transparencia                                 | [ 16 ]                                      |
| | Paulo Rodríguez Molina Designado por Rafael Correa                                                                               | 11 de julio de 2011 | 8 de enero de 2013 | - Tania Arias Manzano - Fernando Yavar Umpiérrez | Interino | [ 16 ]                                      |
| Vocales designados por el CPCCS de ternas de los Poderes Judicial, Ejecutivo, Legislativo, Fiscalía General y Defensoría Pública | Vocales designados por el CPCCS de ternas de los Poderes Judicial, Ejecutivo, Legislativo, Fiscalía General y Defensoría Pública | Vocales designados por el CPCCS de ternas de los Poderes Judicial, Ejecutivo, Legislativo, Fiscalía General y Defensoría Pública | Vocales designados por el CPCCS de ternas de los Poderes Judicial, Ejecutivo, Legislativo, Fiscalía General y Defensoría Pública | Vocales designados por el CPCCS de ternas de los Poderes Judicial, Ejecutivo, Legislativo, Fiscalía General y Defensoría Pública                                                                                                | Vocales designados por el CPCCS de ternas de los Poderes Judicial, Ejecutivo, Legislativo, Fiscalía General y Defensoría Pública | [ 17 ] [ 18 ]                               |
| | Gustavo Jalkh Röben Vocal por la Función Judicial                                                                                | 9 de enero de 2013 | 14 de junio de 2018 | - Karina Peralta Velásquez - Néstor Arbito Chica - Alejandro Subía Sandoval - Rosa Jiménez Vanegas | 2013 - 2019 | [ 17 ] [ 18 ]                               |
| Vocales designados por el CPCCS por encargo                                                                                      | Vocales designados por el CPCCS por encargo                                                                                      | Vocales designados por el CPCCS por encargo                                                                                      | Vocales designados por el CPCCS por encargo                                                                                      | Vocales designados por el CPCCS por encargo | Vocales designados por el CPCCS por encargo                                                                                      | [ 19 ]                                      |
| | Marcelo Merlo Jaramillo | 19 de junio de 2018 | 28 de enero de 2019 | - Aquiles Rigail Santistevan - Ximena Porras Velasco - Zobeida Aragundi Foyain - Juan Pablo Albán Alencastro | Interino | [ 19 ]                                      |
| Vocales designados por el CPCCS de ternas de los Poderes Judicial, Ejecutivo, Legislativo, Fiscalía General y Defensoría Pública | Vocales designados por el CPCCS de ternas de los Poderes Judicial, Ejecutivo, Legislativo, Fiscalía General y Defensoría Pública | Vocales designados por el CPCCS de ternas de los Poderes Judicial, Ejecutivo, Legislativo, Fiscalía General y Defensoría Pública | Vocales designados por el CPCCS de ternas de los Poderes Judicial, Ejecutivo, Legislativo, Fiscalía General y Defensoría Pública | Vocales designados por el CPCCS de ternas de los Poderes Judicial, Ejecutivo, Legislativo, Fiscalía General y Defensoría Pública                                                                                                | Vocales designados por el CPCCS de ternas de los Poderes Judicial, Ejecutivo, Legislativo, Fiscalía General y Defensoría Pública | [ 20 ] [ 21 ]                               |
| | María del Carmen Maldonado Sánchez Vocal por la Función Judicial                                                                 | 29 de enero de 2019 | 2 de febrero de 2022 | - Fausto Murillo Fierro - Xavier Muñoz Intriago - Jorge Moreno Yánez - Patricia Esquetini Cáceres | 2019 - 2025 | [ 20 ] [ 21 ]                               |
| Vocales designan un presidente temporal por vacancia del Vocal presidente por la Función Judicial                                | Vocales designan un presidente temporal por vacancia del Vocal presidente por la Función Judicial                                | Vocales designan un presidente temporal por vacancia del Vocal presidente por la Función Judicial                                | Vocales designan un presidente temporal por vacancia del Vocal presidente por la Función Judicial                                | Vocales designan un presidente temporal por vacancia del Vocal presidente por la Función Judicial | Vocales designan un presidente temporal por vacancia del Vocal presidente por la Función Judicial                                | [ 22 ]                                      |
| | Fausto Murillo Fierro Vocal del Poder Legislativo                                                                                | 3 de febrero de 2022 | 25 de enero de 2023 | - Xavier Muñoz Intriago - Juan José Morillo Velasco - Maribel Barreno Velín | Interino | [ 22 ]                                      |
| Vocal suplente de la Función Judicial asume como presidente temporal                                                             | Vocal suplente de la Función Judicial asume como presidente temporal                                                             | Vocal suplente de la Función Judicial asume como presidente temporal                                                             | Vocal suplente de la Función Judicial asume como presidente temporal                                                             | Vocal suplente de la Función Judicial asume como presidente temporal | Vocal suplente de la Función Judicial asume como presidente temporal                                                             | [ 23 ]                                      |
| | Álvaro Román Márquez Vocal suplente por la Función Judicial                                                                      | 25 de enero de 2023 | 16 de febrero de 2023 | - Fausto Murillo Fierro - Xavier Muñoz Intriago - Juan José Morillo Velasco - Maribel Barreno Velín | Interino | [ 23 ]                                      |
| Vocales designados por el CPCCS de ternas de los Poderes Judicial, Ejecutivo, Legislativo, Fiscalía General y Defensoría Pública | Vocales designados por el CPCCS de ternas de los Poderes Judicial, Ejecutivo, Legislativo, Fiscalía General y Defensoría Pública | Vocales designados por el CPCCS de ternas de los Poderes Judicial, Ejecutivo, Legislativo, Fiscalía General y Defensoría Pública | Vocales designados por el CPCCS de ternas de los Poderes Judicial, Ejecutivo, Legislativo, Fiscalía General y Defensoría Pública | Vocales designados por el CPCCS de ternas de los Poderes Judicial, Ejecutivo, Legislativo, Fiscalía General y Defensoría Pública                                                                                                | Vocales designados por el CPCCS de ternas de los Poderes Judicial, Ejecutivo, Legislativo, Fiscalía General y Defensoría Pública | [ 24 ]                                      |
| | Wilman Terán Carrillo Vocal por la Función Judicial                                                                              | 16 de febrero de 2023 | 20 de diciembre de 2023 | - Fausto Murillo Fierro - Xavier Muñoz Intriago - Juan José Morillo Velasco - Maribel Barreno Velín | 2023 - 2025 | [ 24 ]                                      |
| Vocal suplente de la Función Judicial asume como presidente temporal                                                             | Vocal suplente de la Función Judicial asume como presidente temporal                                                             | Vocal suplente de la Función Judicial asume como presidente temporal                                                             | Vocal suplente de la Función Judicial asume como presidente temporal                                                             | Vocal suplente de la Función Judicial asume como presidente temporal | Vocal suplente de la Función Judicial asume como presidente temporal                                                             | [ 25 ]                                      |
| | Álvaro Román Márquez Vocal suplente por la Función Judicial                                                                      | 20 de diciembre de 2023 | 16 de julio de 2024 | - Fausto Murillo Fierro - Xavier Muñoz Intriago - Yolanda Yupangui Carrillo | Interino | [ 25 ]                                      |
| Vocales designados por el CPCCS de ternas de los Poderes Judicial, Ejecutivo, Legislativo, Fiscalía General y Defensoría Pública | Vocales designados por el CPCCS de ternas de los Poderes Judicial, Ejecutivo, Legislativo, Fiscalía General y Defensoría Pública | Vocales designados por el CPCCS de ternas de los Poderes Judicial, Ejecutivo, Legislativo, Fiscalía General y Defensoría Pública | Vocales designados por el CPCCS de ternas de los Poderes Judicial, Ejecutivo, Legislativo, Fiscalía General y Defensoría Pública | Vocales designados por el CPCCS de ternas de los Poderes Judicial, Ejecutivo, Legislativo, Fiscalía General y Defensoría Pública                                                                                                | Vocales designados por el CPCCS de ternas de los Poderes Judicial, Ejecutivo, Legislativo, Fiscalía General y Defensoría Pública | [ 26 ]                                      |
| | Mario Godoy Naranjo Vocal por la Función Judicial                                                                                | 16 de julio de 2024 | | - Yolanda Yupangui Carrillo - Solanda Goyes Quelal - Merck Benavides Benalcázar | 2024 - 2025 | [ 26 ]                                      |